# Sentier de grande randonnée 340
Le sentier de grande randonnée 340 ou GR 340 est un sentier de grande randonnée de France situé en Bretagne. Il fait le tour de Belle-Île-en-Mer en longeant le littoral au plus près, débutant et finissant au Palais. Un sentier d'accès part de Bangor non loin de la côte sud et rejoint l'itinéraire principal à port Kérel.
En 2021, le GR 340 est élu « GR préféré des Français » lors d'un concours de la Fédération française de la randonnée pédestre.